# Elgg (oprogramowanie)
Elgg – framework przeznaczony do tworzenia portali społecznościowych w języku PHP. Rozwijany jest przez Fundację Elgg oraz społeczność programistów oraz użytkowników, oferujących także wsparcie techniczne. Framework rozpowszechniany jest na licencjach GPLv2 oraz X11 (znanej także jako MIT).